# Campionato Italiano Supermoto 2010
Nel 2010 le categorie del Campionato Italiano Supermoto vengono nuovamente stravolte: il Campionato Italiano S1/S2 e gli Internazionali d'Italia vengono raggruppati in un'unica classe Internazionale S1 a cilindrata unica 450cc; viene istituita la nuova classe Campionato Italiano Open (a cilindrata libera), per piloti italiani di livello non professionista; e viene reinserita la Coppa Italia Open (anch'essa a cilindrata libera) per piloti amatori.
Un'altra novità è il cambio di monogomma, da Dunlop a Goldentyre.

## Gare del 2010
Fonte:
|   | Nome   | Località                 | Data         |
| 1 | Italia | Castelletto di Branduzzo | 28 marzo     |
| 2 | Italia | Busca                    | 9 maggio     |
| 3 | Italia | Viterbo                  | 6 giugno     |
| 4 | Italia | Ortona                   | 4 luglio     |
| 5 | Italia | Latina                   | 5 settembre  |
| 6 | Italia | Ottobiano                | 26 settembre |

### Principali piloti iscritti alla S1 nel 2010
|     | Pilota                | Team                         | Moto              |
| --- | --------------------- | ---------------------------- | ----------------- |
| 4   | Thomas Chareyre       | TM 747 Motorsport Factory    | SMX 450 Factory   |
| 8   | Adrien Chareyre       | Husqvarna CH Racing          | SM 450RR Factory  |
| 9   | Christian Ravaglia    | Aprilia Magic Bike Evolution | VDB Replica 450   |
| 12  | Bernd Hiemer          | KTM Motoracing               | SMR 450 Factory   |
| 20  | Edgardo Borella       | KTM Italia Miglio Racing     | SMR 450           |
| 21  | Teo Monticelli        | Honda Freccia Monticelli     | CRF 450           |
| 30  | Ivan Lazzarini        | Honda HM Racing              | CRM 450RR         |
| 32  | Elia Sammartin        | Honda TDS Nuova Faor         | CRF 450           |
| 37  | Alberto Dall'Era      | KTM Italia Miglio Racing     | SMR 450           |
| 38  | Fabio Balducci        | Suzuki Lux Performance       | RM-Z 450          |
| 51  | Andrea Occhini        | Suzuki Rigo Racing           | RM-Z 450          |
| 69  | Davide Gozzini        | TM 747 Motorsport Factory    | SMX 450 Factory   |
| 88  | Lorenzo Mariani       | Aprilia MRC Racing           | MXV-S 450         |
| 89  | Marco Dondi           | Aprilia DP Racing            | MXV-S 450         |
| 100 | Eddy Seel             | Suzuki Lux Performance       | RM-Z 450          |
| 101 | Thierry Van Den Bosch | Aprilia Racing PMR H2O       | MXV-S 450 Factory |
| 110 | Fabrizio Bartolini    | Husqvarna Extremeteam        | SM 450RR          |
| 121 | Massimo Beltrami      | Yamaha Magic Bike Evolution  | YZ-F 450          |
| 139 | Max Verderosa         | Honda Pergetti Supermotard   | CRF 450           |
| 200 | Giovanni Bussei       | Honda SBD Union Bike         | CRF 450           |
| 814 | Paolo Gaspardone      | Honda V2 Racing              | CRF 450           |

## S1

### Classifica Internazionali d'Italia S1 (Top 12)
| Pos | Pilota                | Moto/Team                    | ITA 1a | ITA 1b | ITA 2a | ITA 2b | ITA 3a | ITA 3b | ITA 4a | ITA 4b | ITA 5a | ITA 5b | ITA 6a | ITA 6b | Punti |
| --- | --------------------- | ---------------------------- | ------ | ------ | ------ | ------ | ------ | ------ | ------ | ------ | ------ | ------ | ------ | ------ | ----- |
| 1   | Thomas Chareyre       | TM 747 Motorsport Factory    | 8      | 2      | 2      | 6      | 3      | 3      | 1      | 1      | 1      | 2      | 1      | 1      | 259   |
| 2   | Davide Gozzini        | TM 747 Motorsport Factory    | 5      | 5      | 3      | 12     | 1      | 1      | 3      | 2      | 3      | 3      | 2      | 8      | 228   |
| 3   | Ivan Lazzarini        | Honda HM Racing              | 4      | 3      | 1      | 3      | 2      | 4      | 5      | 6      | 4      | 5      | 4      | 3      | 226   |
| 4   | Thierry Van Den Bosch | Aprilia Racing PMR H2O       | 1      | 1      | rit.   | 4      | 7      | 2      | 4      | 5      | 2      | 1      | 5      | 4      | 219   |
| 5   | Adrien Chareyre       | Husqvarna CH Racing          | 3      | 12     | rit.   | 1      | rit.   | 5      | 2      | 3      | rit.   | 4      | 3      | 2      | '172  |
| 6   | Bernd Hiemer          | KTM Motoracing               | 2      | 4      | 4      | 18     | 4      | 7      | 15     | 4      | 7      | 7      | 6      | 16     | 165   |
| 7   | Christian Ravaglia    | Aprilia Magic Bike Evolution | 10     | 11     | 5      | 7      | 8      | 6      | rit.   | 12     | 5      | 6      | 7      | 14     | 140   |
| 8   | Elia Sammartin        | Honda TDS Nuova Faor         | 9      | 10     | 8      | 22     | 11     | 11     | 9      | 9      | 9      | 8      | 13     | 11     | 123   |
| 9   | Fabrizio Bartolini    | Husqvarna Extremeteam        | 13     | 22     | 6      | 11     | 6      | rit.   | 8      | 8      | 8      | 9      | 21     | 23     | 99    |
| 10  | Edgardo Borella       | KTM Italia Miglio Racing     | 20     | 8      | 9      | 8      | 13     | 10     | 17     | 17     | 10     | 13     | sql.   | 13     | 93    |
| 11  | Giovanni Bussei       | Honda SBD Union Bike         | 7      | 7      | 26     | 20     | 5      | 9      | 14     | 11     | 6      | rit.   |        |        | 89    |
| 12  | Paolo Gaspardone      | Honda V2 Racing              | rit.   | 16     | 10     | 9      | sql.   | 17     | rit.   | 7      | 16     | 10     | 9      | 7      | 88    |
| Pos | Pilota                | Moto                         | ITA 1a | ITA 1b | ITA 2a | ITA 2b | ITA 3a | ITA 3b | ITA 4a | ITA 4b | ITA 5a | ITA 5b | ITA 6a | ITA 6b | Punti |

### Classifica Italiano S1 (Top 8)
| Pos | Pilota             | Moto/Team                    | ITA 1a | ITA 1b | ITA 2a | ITA 2b | ITA 3a | ITA 3b | ITA 4a | ITA 4b | ITA 5a | ITA 5b | ITA 6a | ITA 6b | Punti |
| --- | ------------------ | ---------------------------- | ------ | ------ | ------ | ------ | ------ | ------ | ------ | ------ | ------ | ------ | ------ | ------ | ----- |
| 1   | Ivan Lazzarini     | Honda HM Racing              | 1      | 1      | 1      | 1      | 2      | 2      | 2      | 2      | 2      | 2      | 2      | 1      | 279   |
| 2   | Davide Gozzini     | TM 747 Motorsport Factory    | 2      | 2      | 2      | 8      | 1      | 1      | 1      | 1      | 1      | 1      | 1      | 5      | 270   |
| 3   | Christian Ravaglia | Aprilia Magic Bike Evolution | 5      | 6      | 3      | 3      | 5      | 3      | rit.   | 8      | 3      | 3      | 3      | 11     | 190   |
| 4   | Elia Sammartin     | Honda TDS Nuova Faor         | 4      | 5      | 6      | 16     | 8      | 7      | 6      | 5      | 6      | 4      | 9      | 8      | 170   |
| 5   | Fabrizio Bartolini | Husqvarna Extremeteam        | 8      | 14     | 4      | 7      | 4      | rit.   | 5      | 4      | 5      | 5      | 17     | 19     | 142   |
| 6   | Edgardo Borella    | KTM Italia Miglio Racing     | 14     | 4      | 7      | 4      | 10     | 6      | 13     | 12     | 7      | 9      | sql.   | 10     | 137   |
| 7   | Andrea Occhini     | Suzuki Rigo Racing           | 11     | 8      | 9      | 9      | 9      | 19     | 4      | 19     | 17     | 15     | 4      | 2      | 131   |
| 8   | Teo Monticelli     | Honda Freccia Monticelli     | 20     | 11     | 14     | 15     | 7      | 16     | 3      | 11     | 14     | 8      | 6      | 3      | 128   |
| Pos | Pilota             | Moto                         | ITA 1a | ITA 1b | ITA 2a | ITA 2b | ITA 3a | ITA 3b | ITA 4a | ITA 4b | ITA 5a | ITA 5b | ITA 6a | ITA 6b | Punti |